# Exocentrus marginicollis
Exocentrus marginicollis là một loài bọ cánh cứng trong họ Cerambycidae.